# Bonaspeia longiacta
Bonaspeia longiacta är en insektsart som beskrevs av Davies 1987. Bonaspeia longiacta ingår i släktet Bonaspeia och familjen dvärgstritar. Inga underarter finns listade i Catalogue of Life.